# 2025年克里米亞大橋爆炸事件
2025年6月3日，烏克蘭國家安全局对克里米亞大橋发动了袭击。此次袭击的目标是桥梁的水下支撑结构，烏克蘭當局称其特工在几个月的时间里在桥梁中埋设了地雷。
烏克蘭國家安全局表示此次袭击使用了相当于1,100公斤TNT的炸药，並由國家安全局局长瓦西里·马柳克亲自策划和协调。袭击发生后，俄罗斯官方媒体报道称大桥暂时关闭至莫斯科時間早上7点，之後又暫停一段時間後恢復通行，即一天兩次暫停。俄方声称他們拘留一名乌克兰情报人员，並指该人员“根据基辅的命令”制造了一枚与此次袭击有关的炸弹。